# داگنبویان
داگنبویان (به لاتین: Daganbhuiyan) یک منطقهٔ مسکونی در بنگلادش است که در ناحیه فنی واقع شده‌است. داگنبوییان ۱۶۵٫۸۴ کیلومتر مربع مساحت و ۲۰۴٬۹۷۵ نفر جمعیت دارد.